# Love on Your Side
Love on Your Side är en låt av den brittiska gruppen Thompson Twins. Den släpptes som den andra singeln från albumet Quick Step and Side Kick. Den blev gruppens första stora hit på brittiska singellistan med en 9:e plats i januari 1983.

## Utgåvor
7" singel
A. Love on Your Side – 3.34
B. Love on Your Back – 4.06
12" singel
A. Love on Your Side (Rap Boy Rap) – 7:22
B. Love on Your Side (No Talkin') – 5:48
7" dubbelsingel
A. Love on Your Side – 3.34
B. Love on Your Back – 4.01
C. In the Name of Love – 3.16
D. In the Beginning – 3.14